# Мисс мира 2019
Мисс мира 2019 (англ. Miss World 2019) — 69-й международный конкурс красоты, проводился 14 декабря 2019 года в ExCeL London, Лондон, Великобритания. Победительницей стала представительница Ямайки — Тони-Энн Сингх.

## Закулисье
19 февраля 2019 года в Бангкоке было официально анонсировано о месте и дате проведения. Президент конкурса красоты Джулия Морли и руководитель Танават Уэнсом объявили о том, что конкурс пройдёт в середине декабря 2019 года в Таиланде. 2 июля 2019 года, Морли и действующая Мисс мира, Ванесса Понсе появились на телевизионной программе Доброе утро Британия с ведущим Пирсом Морганом. Морли официально заявила, что конкурс пройдёт в субботу 14 декабря 2019 года в выставочном центре ExCeL London и следующий конкурс конкурс будет проведён в Таиланде, в связи с 70-летием конкурса. Открытие церемонии пройдёт 20 ноября в Лондоне. Участницы будут участвовать в ряде мероприятий в Лондоне.

## Результаты
| Итоговый результат | Участница |
| ------------------ | --- |
| Мисс мира 2019     | - Ямайка — Тони-Энн Сингх |
| 1-я Вице мисс      | - Франция — Офели Мезино |
| 2-я Вице мисс      | - Индия — Суман Рао |
| Топ 5              | - Бразилия – Элис Мьеле Коэльо - Нигерия – Ниекачи Дуглас |
| Топ 12             | - Острова Кука – Таджия Эйкура Сахай - Кения – Мария Вавинья - Мексика – Эшли Альвидрес - Непал – Анушка Шреста - Филиппины – Мишель Ди - Россия – Алина Санько - Вьетнам – Лыонг Тхый Линь |
| Топ 40             | - Антигуа и Барбуда – Такийя Фрэнсис - Австралия – Сара Маршке - Виргинские Острова (Великобритания) – Риккия Братвейт - Китай – Ли Пэйшань - Дания – Наташа Кунде - Англия – Бхаша Мукерджи - Гайана – Джойлин Конуэй - Гонконг – Лила Лэм - Индонезия – Принцесса Мегонондо - Малайзия – Алексис СьюАнн Сеу - Молдова – Елизавета Кузнитова - Монголия – Цевельмаа Мандах - Новая Зеландия – Люси Брок - Парагвай – Арасели Бобадилья - Польша – Милена Садовска - Португалия – Инес Брюссельманс - Пуэрто-Рико – Даниэлла Родригес - Шотландия – Керин Мэтью - ЮАР – Саша-Ли Оливье - Испания – Мария дель Мар Агилера - Таиланд – Нариторн Чадапаттарвалрачоат - Тринидад и Тобаго – Тя Джане Рамей - Тунис – Сабрин Мансур - Уганда – Оливер Накаканде - Украина – Маргарита Паша - США – Эмми Кювелье - Венесуэла – Изабелла Родригес - Уэльс – Габриэлла Джукс |

## События

### Личная встреча

#### Тур 1
- Переход ко 2 туру в личном зачёте.
- Допуск ко 2 туру соревнования «Лицом к лицу», но допуск к Топ 40 по выбору судей соревнования, отличное от соревнования «Лицом к лицу».
- Допуск к Топ 40 через соревнование «Лицом к лицу».
- Допуск к Топ 40 по выбору судей.

| Group | Страна 1                            | Страна 2                 | Страна 3   | Страна 4          | Страна 5         | Страна 6                 |
| ----- | ----------------------------------- | ------------------------ | ---------- | ----------------- | ---------------- | ------------------------ |
| 1     | Албания                             | Англия                   | Гайана     | Гондурас          | Республика Корея | Перу                     |
| 2     | Острова Кука                        | Гватемала                | Ирландия   | Италия            | Мьянма           | Россия                   |
| 3     | Виргинские Острова (Великобритания) | Исландия                 | Лаос       | Никарагуа         | Южный Судан      | Венесуэла                |
| 4     | Армения                             | Боливия                  | Болгария   | Казахстан         | Монголия         | ЮАР                      |
| 5     | Гваделупа                           | Гонконг                  | Молдова    | Сингапур          | Испания          | Шри-Ланка                |
| 6     | Бразилия                            | Кюрасао                  | Дания      | Эквадор           | Мальта           | Северная Ирландия        |
| 7     | Экваториальная Гвинея               | Венгрия                  | Малайзия   | Тринидад и Тобаго | США              | Уэльс                    |
| 8     | Чили                                | Хорватия                 | Франция    | Новая Зеландия    | Парагвай         | Шотландия                |
| 9     | Канада                              | Чехия                    | Индонезия  | Португалия        | Сьерра-Леоне     | Тунис                    |
| 10    | Острова Кайман                      | Гибралтар                | Мексика    | Непал             | Польша           | Танзания                 |
| 11    | Колумбия                            | Коста-Рика               | Япония     | Люксембург        | Нидерланды       | Нигерия                  |
| 12    | Бельгия                             | Ямайка                   | Панама     | Словения          | Турция           | Виргинские Острова (США) |
| 13    | Австралия                           | Сальвадор                | Грузия     | Гвинея-Бисау      | Пуэрто-Рико      | Словакия                 |
| 14    | Багамские Острова                   | Босния и Герцеговина     | Ботсвана   | Гаити             | Индия            | Таиланд                  |
| 15    | Антигуа и Барбуда                   | Барбадос                 | Китай      | Греция            | Самоа            | Швеция                   |
| 16    | Аргентина                           | Беларусь                 | Финляндия  | Кения             | Макао            | Украина                  |
| 17    | Аруба                               | Доминиканская Республика | Гана       | Филиппины         | Руанда           | н/д                      |
| 18    | Камбоджа                            | Маврикий                 | Черногория | Уганда            | Вьетнам          | н/д                      |
| 19    | Вьетнам                             | Бангладеш                | Эфиопия    | Кыргызстан        | Сенегал          | н/д                      |

#### Тур 2
- Переход к туру 2 в личном зачёте.

| Группа | Страна 1  | Страна 2          |
| ------ | --------- | ----------------- |
| 1      | Бразилия  | Молдова           |
| 2      | Непал     | Индонезия         |
| 3      | Китай     | Венесуэла         |
| 4      | Нигерия   | Беларусь          |
| 5      | Мексика   | Уганда            |
| 6      | Филиппины | Турция            |
| 7      | Монголия  | Гайана            |
| 8      | Бангладеш | Индия             |
| 9      | Ирландия  | Тринидад и Тобаго |
| 10     | Парагвай  | Грузия            |

### Топ модель
Победительница конкурса «Топ модель» станет четвёртой четвертьфиналисткой «Мисс мира 2019».
| Итоговый результат | Участница |
| ------------------ | --- |
| Победительница     | - Нигерия – Ниекачи Дуглас |
| 1-я Вице мисс      | - Вьетнам – Лыонг Тхый Линь |
| 2-я Вице мисс      | - Индия – Суман Рао |
| 3-я Вице мисс      | - Франция – Офели Мезино |
| 4-я Вице мисс      | - Уганда – Оливер Накаканде |
| Топ 10             | - Бразилия – Элис Мьеле Коэльо - Чехия – Дениса Спергеерова - Гонконг – Лила Лэм - Казахстан – Мадина Батык - Тринидад и Тобаго – Тя Джане Рамей |
| Топ 40             | - Антигуа и Барбуда – Такийя Фрэнсис - Аргентина – Юдит Грня - Австралия – Сара Маршке - Барбадос – Че Амор Гринидж - Босния и Герцеговина – Ивана Ладан - Китай – Ли Пэйшань - Хорватия – Катарина Мамич - Дания – Наташа Кунде - Доминиканская Республика – Альба Мари Блэр - Финляндия – Дана Мононен - Гаити – Алиша Моренси - Венгрия – Кристина Надьпал - Индонезия – Принцесса Мегонондо - Италия – Адель Саммартино - Ямайка – Тони-Энн Сингх - Кения – Мария Вавинья - Макао – Ю Яньань - Мексика – Адель Саммартино - Молдова – Елизавета Кузнитова - Черногория – Мирьяна Муратович - Филиппины – Мишель Ди - Польша – Милена Садовска - Пуэрто-Рико – Даниэлла Родригес - Россия – Алина Санько - Словакия – Фредерика Куртуликова - Южный Судан – Мэрайя Джозеф Магет - Турция – Симай Расимоглу - Украина – Маргарита Паша - Венесуэла – Изабелла Родригес - Уэльс – Габриэлла Джукс |

### Спорт
Победительнице в разделе «Спорт» стала представительница Британских Виргинских островов — Риккия Братуэйт. Она стала первой четвертьфиналисткой «Мисс Мира 2019».
| Итоговый результат                 | Участница                                               |
| ---------------------------------- | ------------------------------------------------------- |
| Победительница                     | - Виргинские Острова (Великобритания) – Риккия Братуэйт |
| 1-я Вице мисс                      | - Нигерия – Ниекачи Дуглас                              |
| 2-я Вице мисс                      | - Тринидад и Тобаго – Тя Джане Рамей                    |
| Победитель командного соревнования | - Зелёная команда                                       |

| Команда (Топ 32) | Участница |
| ---------------- | --- |
| Красная команда  | - Ангола – Брезана Да Коста - Острова Кука – Таджия Эйкура Сахай - Экваториальная Гвинея – Джанет Ортиз Ойоно - Гваделупа – Анаис Лакальмонти - Гаити – Алиша Моренси - Люксембург – Мелани Хейнсброек - Молдова – Елизавета Кузнитова - Панама – Агустина Руис Арреча |
| Yellow команда   | - Аруба – Гислейн Мехия - Беларусь – Анастасия Лауринчук - Коста-Рика – Джессика Хименес - Грузия – Нини Гогичаишвили - Кения – Мария Вавинья - Кыргызстан – Екатерина Заболотнова - Украина – Маргарита Паша - США – Эмми Кювелье                                     |
| Зелёная команда  | - Виргинские Острова (Великобритания) – Риккия Братвейт - Канада – Наоми Колфорд - Англия – Бхаша Мукерджи - Франция – Офели Мезино - Япония – Марика Сера - Нигерия – Ниекачи Дуглас - Сьерра-Леоне – Энид Джонс-Бостон - Тринидад и Тобаго – Тя Джане Рамей          |
| Синяя команда    | - Гондурас – Ана Гризель Ромеро - Новая Зеландия – Люси Брок - Никарагуа – Мария Тереза Кортес - Северная Ирландия – Лорен Ив Лекей - Португалия – Инес Брюссельманс - Шотландия – Керин Мэтью - Испания – Мария дель Мар Агилера - Уганда – Оливер Накаканде          |

### Таланты
Победительнице в разделе «Таланты» стала представительница Ямайки — Тони-Энн Сингх. Она стала второй четвертьфиналисткой «Мисс Мира 2019»
| Итоговый результат | Участница |
| ------------------ | --- |
| Победительница     | - Ямайка – Тони-Энн Сингх |
| 1-я Вице мисс      | - Виргинские Острова (Великобритания) – Риккия Братуэйт |
| 2-я Вице мисс      | - Канада – Наоми Колфорд |
| Топ 5              | - Армения – Лиана Воскерчян - Мальта – Николь Велла |
| Топ 27             | - Австралия – Сара Маршке - Барбадос – Че Амор Гринидж - Боливия – Исиар Диас Камачо - Китай – Ли Пэйшань - Острова Кука – Таджия Эйкура Сахай - Дания – Наташа Кунде - Гибралтар – Селин Боланьос - Исландия – Колфинна Мист Аустфьёрд - Индия – Суман Рао - Япония – Марика Сера - Люксембург – Мелани Хейнсброек - Малайзия – Алексис СьюАнн Сеу - Монголия – Цевельмаа Мандах - Нигерия – Ниекачи Дуглас - Панама – Агустина Руис Арреча - Парагвай – Арасели Бобадилья - Словакия – Фредерика Куртуликова - Танзания – Сильвия Себастьян - Украина – Маргарита Паша - США – Эмми Кювелье - Виргинские Острова (США) – Аяна Кешелле Филлипс - Уэльс – Габриэлла Джукс |

### Мультимедиа
Победительнице в разделе «Мультимедиа» стала представительница Непала — Анушка Шреста. Она стала третьей четвертьфиналисткой «Мисс Мира 2019»
| Итоговый результат | Участница               |
| ------------------ | ----------------------- |
| Победитель         | - Непал – Анушка Шреста |

### Красота с целью
| Итоговый результат | Участница |
| ------------------ | --- |
| Победительница     | - Непал – Анушка Шреста |
| Топ 10             | - Франция – Офели Мезино - Индия – Суман Рао - Индонезия – Принцесса Мегонондо - Малайзия – Алексис СьюАнн Сеу - Монголия – Цевельмаа Мандах - Нигерия – Ниекачи Дуглас - Тунис – Сабрин Мансур - Венесуэла – Изабелла Родригес - Вьетнам – Луонг Туи Линь |

## Участницы
Список из 111 участниц, которые примут участие в конкурсе красоты
| Страна/Территория                   | Участница                    | Возраст | Родной город/регион       |
| ----------------------------------- | ---------------------------- | ------- | ------------------------- |
| Албания                             | Аталанта Керчику             | 20      | Тирана                    |
| Ангола                              | Брезана Да Коста             | 24      | Луанда                    |
| Антигуа и Барбуда                   | Такийя Фрэнсис               | 25      | Сент-Джонс                |
| Аргентина                           | Юдит Грня                    | 18      | Вилла-Анхела              |
| Армения                             | Лиана Воскерчян              | 20      | Ереван                    |
| Аруба                               | Гислейн Мехия                | 20      | Ораньестад                |
| Австралия                           | Сара Маршке                  | 20      | Сидней                    |
| Багамские Острова                   | Ня Бандельер                 | 18      | Эльютера                  |
| Бангладеш                           | Рафа Нанджеба Торса          | 21      | Читтагонг                 |
| Барбадос                            | Че Амор Гринидж              | 25      | Бриджтаун                 |
| Беларусь                            | Анастасия Лавринчук          | 18      | Минск                     |
| Бельгия                             | Елена Кастро Суарес          | 19      | Антверпен                 |
| Боливия                             | Исиар Диас Камачо            | 20      | Санта-Крус                |
| Босния и Герцеговина                | Ивана Ладан                  | 20      | Яйце                      |
| Ботсвана                            | Оведице Фириняне Гофаон      | 25      | Габороне                  |
| Бразилия                            | Элис Мьеле Коэльо            | 20      | Серра                     |
| Виргинские Острова (Великобритания) | Риккия Братуэйт              | 22      | Тортола                   |
| Болгария                            | Марго Купер                  | 26      | София                     |
| Камбоджа                            | Ви Срейвин                   | 20      | Пномпень                  |
| Канада                              | Наоми Колфорд                | 19      | Сидни                     |
| Острова Кайман                      | Джейки Патрик                | 24      | Вест-Бэй                  |
| Чили                                | Игнация Альборноз Ольмедо    | 17      | Сантьяго                  |
| Китай                               | Ли Пэйшань                   | 20      | Пекин                     |
| Колумбия                            | Сара Артеага Франко          | 25      | Медельин                  |
| Острова Кука                        | Таджия Эйкура Сахай          | 20      | Аваруа                    |
| Коста-Рика                          | Джессика Хименес             | 25      | Сан-Хосе                  |
| Хорватия                            | Катарина Мамич               | 22      | Личко-Сеньска             |
| Кюрасао                             | Шарон Мейер                  | 22      | Виллемстад                |
| Чехия                               | Дениса Спергерова            | 18      | Ческе-Будеёвице           |
| Дания                               | Наташа Кунде                 | 18      | Копенгаген                |
| Доминиканская Республика            | Альба Мари Блэр              | 21      | Джарабакао                |
| Эквадор                             | Мария Ауксилиадора Идрово    | 18      | Гуаякиль                  |
| Сальвадор                           | Фатима Манганди              | 27      | Санта-Текла               |
| Англия                              | Бхаша Мукерджи               | 23      | Дерби                     |
| Экваториальная Гвинея               | Джанет Ортиз Ойоно           | 20      | Малабо                    |
| Эфиопия                             | Февен Гебресласси            | 22      | Аддис-Абеба               |
| Финляндия                           | Дана Мононен                 | 19      | Хельсинки                 |
| Франция                             | Офели Мезино                 | 20      | Морн-а-Лё                 |
| Грузия                              | Нини Гогичаишвили            | 24      | Тбилиси                   |
| Гана                                | Ребекка Кваби                | 26      | Аккра                     |
| Гибралтар                           | Селин Боланьос               | 22      | Гибралтар                 |
| Греция                              | Рафаэла Пластира             | 20      | Трикала                   |
| Гваделупа                           | Анаис Лакальмонти            | 22      | Бас-Тер                   |
| Гватемала                           | Дульсе Мария Рамос Гарсия    | 22      | Куилапа                   |
| Гвинея-Бисау                        | Лайла Самати                 | 21      | Бисау                     |
| Гайана                              | Джойлин Конуэй               | 20      | Джорджтаун                |
| Гаити                               | Алиша Моренси                | 25      | Порт-о-Пренс              |
| Гондурас                            | Ана Гризель Ромеро           | 20      | Оланчито                  |
| Гонконг                             | Лила Лэм                     | 26      | Гонконг                   |
| Венгрия                             | Кристина Надьпал             | 22      | Будапешт                  |
| Исландия                            | Колфинна Мист Аустфьёрд      | 23      | Рейкьявик                 |
| Индия                               | Суман Рао                    | 21      | Удайпур                   |
| Индонезия                           | Принцесса Мегонондо          | 19      | Джамби                    |
| Ирландия                            | Челси Фаррелл                | 19      | Лаут                      |
| Италия                              | Адель Саммартино             | 24      | Помпеи                    |
| Ямайка                              | Тони-Энн Сингх               | 23      | Сент-Томас                |
| Япония                              | Марика Сера                  | 17      | Канагава                  |
| Казахстан                           | Мадина Батык                 | 20      | Павлодар                  |
| Кения                               | Мария Вавинья                | 18      | Ньяндаруа                 |
| Республика Корея                    | Лим Чжи Ён                   | 20      | Сеул                      |
| Кыргызстан                          | Екатерина Заболотнова        | 24      | Бишкек                    |
| Лаос                                | Неламит Сумонтхонг           | 20      | Вьентьян                  |
| Люксембург                          | Мелани Хейнсброек            | 19      | Люксембург                |
| Макао                               | Ю Яньань                     | 20      | Макао                     |
| Малайзия                            | Алексис СьюАнн Сеу           | 24      | Куала-Лумпур              |
| Мальта                              | Николь Велла                 | 20      | Валлетта                  |
| Маврикий                            | Урваши Гориа                 | 19      | Порт-Луи                  |
| Мексика                             | Эшли Альвидрес               | 20      | Сьюдад-Хуарес             |
| Молдова                             | Елизавета Кузнитова          | 19      | Тирасполь                 |
| Монголия                            | Цевельмаа Мандах             | 22      | Улан-Батор                |
| Монтенегро                          | Мирьяна Муратович            | 19      | Подгорица                 |
| Мьянма                              | Хит Лин Латт Юн              | 22      | Янгон                     |
| Непал                               | Анушка Шреста                | 22      | Янгон                     |
| Нидерланды                          | Бренда Фелиция Мусте         | 22      | Арнем                     |
| Новая Зеландия                      | Люси Брок                    | 24      | Окленд                    |
| Никарагуа                           | Мария Тереза Кортес          | 18      | Карасо                    |
| Нигерия                             | Ниекачи Дуглас               | 20      | Калабар                   |
| Северная Ирландия                   | Лорен Ив Лекей               | 20      | Стонифорд                 |
| Панама                              | Агустина Руис Арреча         | 25      | Читре                     |
| Парагвай                            | Арасели Бобадилья            | 20      | Асунсьон                  |
| Перу                                | Анжела Эскудеро              | 23      | Сульяна                   |
| Филиппины                           | Мишель Ди                    | 23      | Макати                    |
| Польша                              | Милена Садовска              | 20      | Освенцим                  |
| Португалия                          | Инес Брюссельманс            | 24      | Оэйраш                    |
| Пуэрто-Рико                         | Даниэлла Родригес            | 22      | Баямон                    |
| Россия                              | Алина Санько                 | 20      | Азов                      |
| Руанда                              | Меган Нимвиза                | 20      | Кигали                    |
| Самоа                               | Алаламалае Лата              | 20      | Апиа                      |
| Шотландия                           | Керин Мэтью                  | 24      | Эдинбург                  |
| Сенегал                             | Альберта Диатта              | 19      | Зигиншор                  |
| Сьерра-Леоне                        | Энид Джонс-Бостон            | 20      | Фритаун                   |
| Сингапур                            | Шин Шер                      | 20      | Сингапур                  |
| Словакия                            | Фредерика Куртуликова        | 24      | Братислава                |
| Словения                            | Шпела Алич                   | 20      | Любляна                   |
| ЮАР                                 | Саша-Ли Оливье               | 26      | Альбертон                 |
| Южный Судан                         | Мэрайя Ньяйена               | 22      | Джуба                     |
| Испания                             | Мария дель Мар Агилера       | 21      | Кордова                   |
| Шри-Ланка                           | Девми Татхарани              | 20      | Шри-Джаяварденепура-Котте |
| Швеция                              | Даниэлла Лундквист           | 20      | Кальмар                   |
| Танзания                            | Сильвия Себастьян            | 19      | Мванза                    |
| Таиланд                             | Нариторн Чадапаттарвалрачоат | 22      | Патхумтхани               |
| Тринидад и Тобаго                   | Тя Джане Рамей               | 21      | Порт-оф-Спейн             |
| Тунис                               | Сабрин Мансур                | 23      | Махдия                    |
| Турция                              | Симай Расимоглу              | 22      | Стамбул                   |
| Уганда                              | Оливер Накаканде             | 24      | Бомбо                     |
| Украина                             | Маргарита Паша               | 24      | Харьков                   |
| США                                 | Эмми Кювелье                 | 23      | Пирр                      |
| Виргинские Острова (США)            | Аяна Кешелле Филлипс         | 24      | Сент-Томас                |
| Венесуэла                           | Изабелла Родригес            | 26      | Петар                     |
| Вьетнам                             | Лыонг Тхый Линь              | 19      | Каобанг                   |
| Уэльс                               | Габриэлла Джукс              | 22      | Порт-Толбот               |

### Вернулись
Последний раз участвовали в 2006 году:
- Камбоджа

Последний раз участвовали в 2015 году:
- Самоа

Последний раз участвовали в 2016 году:
- Антигуа и Барбуда
- Коста-Рика
- Кыргызстан
- Виргинские Острова (США)

Последний раз участвовали в 2017 году:
- Макао
- Швеция
- Тунис

### Обозначения
1. ↑  Беларусь – Анастасия Лауринчук была выбрана представлять страну, после того, как не было проведено ни одного национального конкурса, потому что конкурс «Мисс Беларусь» проводится раз в два года. В последний раз проводился в 2018 году. Анастасия стала 2-й Вице мисс на национальном конкурсе.
2. ↑  Финляндия – Дана Мононен был выбрана представлять страну. Вошла в Топ 10 на национальном конкурсе красоты.
3. ↑  Гайана – Джойлин Конуэй стала «Мисс Гайана 2019» Наташей Мартиндейл после перенесённого конкурса на 2020 год «Мисс мира Гайана». Конуэй в 2018 году на национальном конкурсе красоты 1-й Вице мисс.
4. ↑  Гонконг – Лила Лэм была выбрана организацией «Мисс Гонконг» национальным представителем конкурса «Мисс мира».

## Замены
1. ↑  Франция – Офели Мезино[англ.] была выбрана представлять Францию, после победы Ваймалама Чавес[англ.] объявила, что она не будет представлять на международных конкурсах красоты Мисс мира 2019 и Мисс Вселенная 2019. Но вместо этого она предпочла бы сопровождать участников Мисс Франция 2020[англ.] во время их поездки на Таити, которая противоречила бы её подготовке к международным конкурсам.
Интересным фактом является то, что Мезино будет бороться против своей землячки Анас Лакальмонти, которая будет представлять франшизу своего родного острова..

### Отказались
- Австрия — Лариса Робитсчко[англ.] не принимает участия в Мисс Мира и Мисс Вселенная, после того, как организаторы отказалась от франшизы.[118]
- Белиз,  Камерун,  Кипр,  Египет,  Германия,  Гуам,  Латвия,  Лесото,  Мартиника,  Норвегия и  Замбия – Не проводился национальный конкурс красоты.[119]
- Ливан – Национальный конкурс «Мисс Ливан 2019» откладывался несколько раз, в итоге был отменён из-за политических протестов[англ.].[120]
- Мадагаскар – Валери Милле Бингира
- Сербия – Санья Ловчевич
- Зимбабве – Национальный конкурс «Мисс мира Зимбабве 2019» был отменён, ссылаясь на экономический кризис в стране.[121]